# Чернобыль (мини-сериал)
«Черно́быль» (англ. Chernobyl) — художественный телевизионный мини-сериал в жанре исторической драмы, созданный американским телеканалом HBO совместно с британской телесетью Sky. «Чернобыль» состоит из пяти серий, посвящённых аварии на Чернобыльской АЭС в 1986 году, ликвидации последствий этой аварии и расследованию её причин. Создателем и сценаристом мини-сериала выступил Крейг Мейзин, а режиссёром — Йохан Ренк. Главные роли исполнили Джаред Харрис, Стеллан Скарсгард и Эмили Уотсон. Премьера мини-сериала состоялась в 2019 году.
Перед тем, как написать сценарий к «Чернобылю», Крейг Мейзин в течение двух с половиной лет собирал архивные материалы. Он хотел с помощью мини-сериала рассказать широкой аудитории о чернобыльской катастрофе и осветить такие актуальные проблемы, как ложь и пропаганда. Чтобы мини-сериал не был сухим пересказом исторических событий, Мейзин пошёл на художественные допущения — наряду с реальными историческими лицами в сериале действуют вымышленные и собирательные персонажи, олицетворяющие многих участников ликвидации аварии.
Помимо документальных источников, Мейзин вдохновлялся и литературными произведениями, одним из которых была «Чернобыльская молитва» Светланы Алексиевич. Мини-сериал был запущен в производство в 2017 году; съемки, занявшие 16 недель, прошли в 2018 году в Литве и Украине. Местом для съёмок Чернобыльской АЭС послужила Игналинская АЭС в Литве; создатели сериала также посещали зону отчуждения, где был отснят материал для эпилога.
«Чернобыль» получил всеобщее признание критиков и номинирован на множество наград, получив, в том числе, десять премий «Эмми». Рецензенты похвалили мини-сериал за достоверное изображение советской эпохи 1980-х, деталям которой создатели уделили должное внимание, режиссуру, игру актёров и саундтрек; недостатками критики посчитали наличие стереотипов о СССР, штампов и вымысла.
Зарубежная пресса положительно отнеслась к «Чернобылю», многие журналисты сравнивали мини-сериал с нынешней экологической и политической обстановкой в мире. В России по-разному отреагировали на «Чернобыль»: одни издания посчитали его пропагандой и заявили, что создатели умышленно исказили события и выставили СССР в плохом свете, другие — одобрили за достоверность и уважение к ликвидаторам.
Мини-сериал завоевал популярность среди зрителей, на IMDb он имеет оценку 9,4 и какое-то время занимал первое место в рейтинге. «Чернобыль» оказал влияние на индустриальный туризм в Припяти — приток иностранных туристов в город увеличился в пять раз; на почве успеха мини-сериала правительство Украины сделало территорию вокруг ЧАЭС открытой зоной и рассекретило часть архивов КГБ, относящихся к катастрофе.

## В ролях

### Основной состав
- Джаред Харрис — Валерий Легасов, заместитель директора Института атомной энергии имени И. В. Курчатова и член правительственной комиссии по ликвидации катастрофы в Чернобыле.
- Стеллан Скарсгард — Борис Щербина, заместитель председателя Совета Министров СССР и руководитель Комитета по топливу и энергетике при Совете Министров, глава правительственной комиссии по ликвидации последствий аварии.
- Эмили Уотсон — Ульяна Хомюк (вымышленный персонаж, собирательный образ ученых, которые боролись с последствиями катастрофы), учёная из Института ядерной энергетики АН Белорусской ССР, член правительственной комиссии по ликвидации последствий аварии.
- Пол Риттер — Анатолий Дятлов, заместитель главного инженера по эксплуатации Чернобыльской АЭС.
- Джесси Бакли — Людмила Игнатенко, жена Василия Игнатенко.
- Адам Нагайтис — Василий Игнатенко, 25-летний пожарный, командир отделения СВПЧ-6, живущий в Припяти.
- Кон О’Нил — Виктор Брюханов, директор Чернобыльской АЭС.
- Эдриан Роулинс — Николай Фомин, главный инженер Чернобыльской АЭС.
- Сэм Тротон — Александр Акимов, начальник ночной смены энергоблока № 4.
- Роберт Эммс — Леонид Топтунов, старший инженер управления реактором (СИУР).
- Давид Денсик — Михаил Горбачёв, генеральный секретарь ЦК КПСС.
- Марк Льюис Джонс — генерал-полковник Владимир Пикалов, начальник химических войск МО СССР.
- Алан Уильямс — Чарков, вымышленный персонаж, первый заместитель[1] председателя КГБ СССР.
- Алекс Фернс — Андрей Глухов, бригадир шахтёров.
- Ральф Айнесон — генерал-майор Николай Тараканов, командующий воинскими подразделениями ликвидаторов.
- Барри Кеоган — Павел Гремов, гражданский, призванный служить в качестве ликвидатора.
- Фарес Фарес — Бачо, грузинский солдат, который тренирует Павла.
- Майкл Макэлхаттон — Андрей Степашин, прокурор по делу Дятлова, Брюханова и Фомина.

### Второстепенный состав
- Адам Лундгрен[англ.] — Вячеслав Бражник, машинист турбинного цеха.
- Карл Дэвис — Виктор Проскуряков, стажёр СИУРа.
- Дональд Самптер — Жарков, член Припятского горисполкома.
- Надя Клиффорд — Светлана Зинченко, врач, лечащая Василия Игнатенко и других больных, подвергшихся радиации.
- Джейми Сивес — Анатолий Ситников, заместитель главного инженера по эксплуатации первой очереди Чернобыльской АЭС, отправленный на крышу осматривать взорвавшийся энергоблок.
- Билли Постлетуэйт[англ.] — Борис Столярчук, старший инженер управления блоком (СИУБ).
- Джошуа Лис — Игорь Киршенбаум, старший инженер управления турбинами (СИУТ).
- Балтасар Бреки Сампер[англ.] — Алексей Ананенко, один из добровольцев, вызвавшихся отправиться в затопленный подвал для открытия вентилей.
- Филипп Барантини[англ.] — Валерий Беспалов, один из добровольцев, вызвавшихся отправиться в затопленный подвал для открытия вентилей.
- Оскар Гиз — Борис Баранов, один из добровольцев, вызвавшихся отправиться в затопленный подвал для открытия вентилей.
- Дуги МакМекин — Александр Ювченко, старший инженер-механик четвёртого блока, сопровождающий стажеров до реакторного зала.

### Приглашённые актёры
- Наташа Радски — ведущая теленовостей, объявившая об аварии[2].
- Джей Симпсон — Валерий Перевозченко, начальник смены реакторного цеха.
- Майкл Колган[англ.] — Михаил Щадов, министр угольной промышленности СССР.
- Джеймс Космо — шахтёр.
- Хилтон Макрэй — Милан Кадников, судья, председательствующий на суде Дятлова, Брюханова и Фомина.
- Киран О’Брайен — Валерий Ходемчук, оператор главных циркулярных насосов (ГЦН) на четвёртом блоке ЧАЭС.
- Алексей Манвелов[швед.] — Гаро, армянский солдат, который помогает Бачо и Павлу.

## Эпизоды
| № | Название                                                    | Режиссёр   | Автор сценария | Дата премьеры | Зрители (млн)           |
| --- | ----------------------------------------------------------- | ---------- | -------------- | ------------- | ----------------------- |
| 1 | «1:23:45» «1:23:45»                                         | Йохан Ренк | Крейг Мейзин   | 6 мая 2019    | 0,756 (США) 0,861 (GBR) |
| Ночью 26 апреля 1988 года Валерий Легасов в Москве надиктовывает на магнитофон запись, утверждая, что признанный виновным в аварии на Чернобыльской АЭС и получивший за это десять лет тюрьмы заместитель главного инженера станции Анатолий Дятлов заслуживает смерти. Спрятав кассеты в вентиляцию рядом со своим домом, Легасов возвращается в квартиру и совершает самоубийство. Двумя годами ранее в Припяти пожарный Василий Игнатенко и его жена Людмила становятся свидетелями взрыва на Чернобыльской АЭС. Василий готовится принять участие в тушении пожара и уверяет Людмилу, что скоро вернётся домой. В диспетчерской на электростанции Дятлов, Акимов, Топтунов и другие сотрудники АЭС приходят в себя после взрыва, прогремевшего во время испытания турбин. Перепуганный Перевозченко сообщает коллегам, что взорвался реактор, и активная зона разрушена. Однако Дятлов убеждён, что ядро реактора РБМК не может взорваться, и пострадал лишь бак системы управления и защиты (СУЗ). Когда пожарные бригады прибывают на электростанцию, Василий становится свидетелем того, как его коллега поднимает с земли кусок графита и позже видит, что тот получил сильные радиационные ожоги ладони от ионизирующего излучения. Кудрявцев и Проскуряков в сопровождении Ювченко добираются до реакторного зала и понимают, что активная зона горит открытым пламенем. Виктор Брюханов и Николай Фомин выслушивают доклад Дятлова о текущей ситуации и на совещании заверяют членов Припятского горисполкома, что ситуация находится под полным контролем. После собрания к Брюханову, Фомину и Дятлову приходит Ситников и сообщает, что уровень радиации зашкаливает, и, скорее всего, реактор взорвался. Дятлова сражает приступ острой лучевой болезни, и Фомин посылает Ситникова на крышу здания, прилегающего к месту взрыва. Ситников видит, что четвёртый энергоблок АЭС полностью уничтожен, и получает смертельную дозу радиации. Легасову звонит Борис Щербина, который информирует об инциденте в Чернобыле, и от лица генсека ЦК КПСС Михаила Горбачёва приказывает ему как специалисту по РБМК войти в состав правительственной комиссии по ликвидации последствий катастрофы. |                                                             |            |                |               |                         |
| 2 | «Пожалуйста, сохраняйте спокойствие» «Please Remain Calm»   | Йохан Ренк | Крейг Мейзин   | 13 мая 2019   | 1,004 (США) 0,891 (GBR) |
| Через семь часов после инцидента учёная из Института ядерной энергетики АН Белорусской ССР Ульяна Хомюк и её помощник фиксируют повышение уровня радиации в Минске (Белорусская ССР) и быстро приходят к выводу, что инцидент произошёл на Игналинской или Чернобыльской АЭС. Игналинская станция подтверждает, что работает в штатном режиме, но Ульяне не удаётся связаться с сотрудниками Чернобыля. Ульяна докладывает о радиационной опасности в Центральный комитет Компартии Белоруссии, но секретарь ЦК Гаранин отказывается к ней прислушиваться, и тогда учёная самостоятельно отправляется в Припять. Тем временем Людмиле удаётся прорваться через милицейское оцепление в больницу Припяти и узнать о том, что Василий вместе с другими пациентами с острой лучевой болезнью эвакуирован в Москву. В Москве Легасов объясняет Горбачёву и скептику Щербине, что ситуация гораздо серьёзнее, чем рапортует Припятский горисполком, и Горбачёв отправляет Щербину и Легасова в Припять для выяснения обстоятельств случившегося. Во время полёта вертолёта над АЭС Легасов указывает на обломки графита на крыше и голубое ионизирующее свечение, убеждая Щербину в том, что ядро реактора действительно обнажено. Щербина выслушивает директора ЧАЭС Брюханова и главного инженера ЧАЭС Фомина, которые обвиняют Легасова в дезинформации. Чтобы подтвердить одну из точек зрения, генерал Пикалов, используя дозиметр с расширенным диапазоном измерения, подъезжает на грузовике вплотную к ЧАЭС, и доказывает, что уровень излучения крайне высок. По приказу Щербины, Брюханов и Фомин взяты под арест. Легасов инструктирует военных тушить огонь песком и бором, но задача оказывается очень рискованной. После того, как Щербине сообщают, что международное сообщество узнало об этом инциденте, начата немедленная эвакуация населения Припяти. По прибытии в Припять Хомюк предупреждает Легасова и Щербину об опасности новой катастрофы — парового взрыва, который произойдёт, когда расплавленное ядерное топливо протечёт в расположенные под реактором баки-барботеры, заполненные водой после тушения пожара. В Москве Легасов просит у Горбачёва разрешения отправить трёх человек на самоубийственную миссию, чтобы открыть шлюзовой вентиль и начать откачку воды из баков. Алексей Ананенко, Валерий Беспалов и Борис Баранов вызываются добровольцами и спускаются в подвал с радиоактивной водой. |                                                             |            |                |               |                         |
| 3 | «Откройся широко, о Земля!» «Open Wide, O Earth»            | Йохан Ренк | Крейг Мейзин   | 20 мая 2019   | 1,063 (США) 1,100 (GBR) |
| Ананенко, Беспалов и Баранов успешно выполняют миссию, и баки-барботеры удаётся осушить. Однако после разведки на местности Пикалов предупреждает о том, что началось расплавление активной зоны. Щербина и Легасов объясняют Горбачёву, что вскоре ядерное топливо просочится сквозь бетонную подушку и загрязнит грунтовые воды. Они предлагают установить под АЭС охладитель на жидком азоте, чтобы снизить температуру и помешать расплавлению. Во время прогулки Щербина и Легасов видят, что за ними по пятам следуют сотрудники КГБ. Министр угольной промышленности Михаил Щадов обращается за помощью к тульским шахтёрам во главе с начальником смены Глуховым. Легасов объясняет Глухову задачу — необходимо вручную прорыть тоннель и выкопать котлован для установки охладителя. Шахтёры начинают работать в крайне неблагоприятных условиях. Легасов отправляет Хомюк в московскую больницу, чтобы поговорить с Дятловым, Акимовым и Топтуновым о том, что именно произошло в ту роковую ночь 26 апреля. Дятлов отказывается сотрудничать с Хомюк, но ей удаётся узнать от умирающих Топтунова и Акимова, что взрыв раздался после того, как Акимов нажал кнопку аварийного отключения АЗ-5. Хомюк считает такой вариант невозможным. В той же больнице медсестра соглашается на полчаса пустить Людмилу к Василию, но запрещает к нему прикасаться. Людмила не подчиняется приказам медсестры и остаётся в больнице, становясь свидетельницей стремительного ухудшения здоровья мужа. Хомюк замечает Людмилу у кровати Василия и догадывается, что она беременна. Хомюк угрожает поднять шумиху, но её арестовывают сотрудники КГБ. Легасов добивается её освобождения, пообещав первому заместителю председателя КГБ Чаркову взять на себя ответственность за действия Хомюк. Щербина и Легасов докладывают Горбачёву о том, что на ликвидацию последствий чернобыльской катастрофы потребуется как минимум три года и 750 тысяч человек. Людмила рядом с родственниками других жертв аварии смотрит, как в братской могиле заливают бетоном тела погибших, помещённые в цинковые гробы. |                                                             |            |                |               |                         |
| 4 | «Счастье всего человечества» «The Happiness of All Mankind» | Йохан Ренк | Крейг Мейзин   | 27 мая 2019   | 1,193 (США) 1,311 (GBR) |
| В деревне, находящейся в зоне отчуждения, пожилая женщина, которая доит корову, отказывается эвакуироваться, говоря, что она не уехала во время революции, голодомора или немецкого вторжения. Однако солдат заставляет её уйти, убивая корову. Щербина, Легасов и генерал Николай Тараканов наблюдают за тем, как приступает к работе «луноход», очищающий крышу от радиоактивных фрагментов перед началом строительства саркофага. На участке с максимальным радиационным фоном решено использовать полицейского робота из Западной Германии, но он мгновенно выходит из строя, так как советское правительство намеренно предоставило немецким коллегам заниженные данные об уровне радиации. Тараканов вынужден отправить своих людей на крышу, чтобы очистить её от графита вручную. Гражданский призывник Павел в паре с ветераном афганской войны Бачо патрулирует зону отчуждения, отстреливая брошенных животных, подвергшихся радиоактивному загрязнению. Обнаружив собаку со щенками в одном из домов, Бачо отправляет Павла на улицу и сам убивает их. В Научной библиотеке МГУ в Москве Хомюк изучает архивы, стараясь понять, что послужило причиной аварии. Она вновь навещает Дятлова в больнице, но тот не желает разговаривать об инциденте в Чернобыле, так как понимает, что советское правительство не заинтересовано в раскрытии правды. На встрече в заброшенном здании в Припяти, где нет прослушки КГБ, Щербина и Легасов сообщают Хомюк, что им предстоит выступить в качестве экспертов на предстоящем суде над Дятловым, Брюхановым и Фоминым. Легасов намерен отправиться в Вену для выступления перед МАГАТЭ. Хомюк показывает им статью о схожем инциденте на Ленинградской АЭС в 1975 году, который был скрыт КГБ. Она также рассказывает, что Людмила родила девочку, которая вскоре умерла от радиационного облучения. Хомюк призывает Легасова рассказать МАГАТЭ всю правду, но Щербина призывает его к осторожности, чтобы избежать мести со стороны правительства. |                                                             |            |                |               |                         |
| 5 | «Вечная память» «Vichnaya Pamyat»                           | Йохан Ренк | Крейг Мейзин   | 3 июня 2019   | 1,089 (США) 2,112 (GBR) |
| Легасова в Москве останавливает сотрудник КГБ и сопровождает к первому заместителю председателя КГБ Чаркову, который хвалит Легасова за блестящее выступление на конференции МАГАТЭ в Вене и обещает, что если на суде в качестве свидетеля он поддержит версию гособвинения, то ему будет присвоено звание Героя Советского Союза и обеспечено повышение в должности до директора Курчатовского института. К Легасову домой приезжает Хомюк и убеждает рассказать правду о том, что РБМК в нынешнем конструктивном исполнении несут угрозу. Дятлов, Брюханов и Фомин предстают перед судом в заброшенном городе Чернобыль. Первым показания даёт Щербина, который объясняет общие принципы работы атомной электростанции. Хомюк и Легасов дают показания о событиях, приведших к аварии, на основе бесед с сотрудниками ЧАЭС, присутствовавшими в диспетчерской в ночь инцидента. Самочувствие Щербины ухудшается прямо во время заседания. Закашлявшись, он выходит из зала, а судья объявляет перерыв. Легасов выходит вслед за Щербиной, который рассказывает ему, что чувствует себя ничтожным человеком, не сделавшим в своей жизни ничего полезного. Академик ободряет его, говоря, что именно благодаря его работе удалось мобилизовать средства и людей для ликвидации последствий аварии. Легасов рассказывает, что из-за десятичасовой задержки испытания на безопасность и желания Дятлова провести тест любой ценой, реактор был отравлен ксеноном, а затем в процессе его запуска произошёл неконтролируемый скачок мощности. Акимов активировал аварийное отключение с помощью кнопки АЗ-5, но из-за концевого эффекта вследствие конструктивного недостатка в стержнях управления мощность реактора превысила плановую в десять раз, и активная зона взорвалась. Судья замечает, что эта информация противоречит показаниям, которые Легасов дал МАГАТЭ, и Легасов признаётся, что солгал МАГАТЭ и всему миру. После выступления его арестовывает КГБ. Чарков сообщает, что его показания не будут приняты во внимание судом и не получат огласку в государственных СМИ. Кроме того, ему запретят говорить с кем-либо о Чернобыле и не дадут никакой награды за роль в сдерживании катастрофы. За ним оставляют номинальную должность в институте, однако лишают фактической работы. В финале показаны фотографии и видео настоящих Легасова, Щербины и других крупных деятелей, участвовавших в тех событиях. Раскрываются их дальнейшие судьбы, а также рассказывается о продолжающихся и по сей день последствиях аварии. |                                                             |            |                |               |                         |

## Создание

### Сценарий
По словам сценариста «Чернобыля» Крейга Мейзина, он заинтересовался аварией на ЧАЭС в 2014 или 2015 году. Он и раньше знал о катастрофе в самых общих чертах — Мейзину было 15 лет, когда произошла авария; но сценарист осознал, что ничего не знает о том, как она произошла — этот пробел показался Мейзину «ненормальной лакуной» в его картине мира.
Мейзин начал изучать научную литературу, правительственные доклады, документальные фильмы и многое другое и был поражён тем, насколько эта катастрофа трагична; поначалу Мейзину казалось, что он открывает историю некоей неизвестной войны, о которой никто не написал ни слова, но вскоре сценарист убедился, что о ней написано более чем достаточно. До начала своих изысканий он не знал, какие усилия приложили ликвидаторы, или то, что взрыв произошёл из-за проведения испытаний. Мейзин решил создать мини-сериал, рассказать широкой аудитории о том периоде и донести малоизвестные факты от учёных, работы которых остались для публики незамеченными.
Перед тем, как непосредственно заняться написанием сценария, Мейзин в течение двух с половиной лет собирал материалы по чернобыльской катастрофе. Чтобы получше узнать работу ядерного реактора и рассказать её простым языком зрителям, Мейзин общался с учёными-ядерщиками. Он знал, как в те годы советская власть скрывала причины и масштабы катастрофы, поэтому ему было важно рассказать в мини-сериале о том, что происходит, когда у людей отнимают правду. По словам Мейзина, он хотел затронуть в мини-сериале такие актуальные проблемы, как ложь и пропаганда.
К 2016 году Мейзин собрал материал и начал писать сценарий. Мейзин старался, чтобы мини-сериал не был сухим пересказом того периода, поэтому некоторые факты он исказил в угоду драматизма. По словам Мейзина, он не хотел в мини-сериале сильно драматизировать события или что-то додумывать, для него было важно написать сценарий как можно правдивее. Также Мейзин вдохновлялся художественной литературой, в том числе «Чернобыльской молитвой» Светланы Алексиевич, нобелевского лауреата по литературе. Мейзин работал с консультантами, чтобы в мини-сериале не было фактических ошибок, и старался сделать мини-сериал с уважением к людям, которые пережили эту катастрофу.

### Подготовка к съёмкам
26 июля 2017 года было объявлено, что телеканал HBO заказал сериал «Чернобыль», что стало его первым совместным производством со Sky Television. Сценарий к пятисерийному мини-сериалу должен был быть написан Крейгом Мейзином, а режиссёром мини-сериала должен был стать Йохан Ренк. Мейзин также должен был выступать в качестве исполнительного продюсера вместе с Кэролин Штраусс и Джейн Фезерстоун, а Крис Фрай и Ренк выступали в качестве соисполнительных продюсеров.
В рамках подготовки к съёмкам сериала Мейзин посетил Чернобыльскую зону отчуждения. Для придания достоверного духа советских 80-х годов, создатели собирали реквизит на рынках Киева, в фондах «Беларусьфильма», российских магазинах б/у одежды, в частности в Санкт-Петербурге, а также совершали покупки на сайтах Авито и Юла. Помимо этого, создатели решили доверить визуальное оформление самим выходцам из СССР. По словам Мейзина, создатели были одержимы аутентичностью — они старались сделать «Чернобыль» подлинным до шнурочка, марки часов, очков, шляп и причесок, которые носят главные герои.

### Кастинг и персонажи
Когда HBO одобрила создание «Чернобыля», было заявлено, что Джаред Харрис будет играть главную роль в мини-сериале. По словам Крейга Мейзина, у этого актёра была сложная задача — нужно было исполнить роль Валерия Легасова, учёного, который столкнулся с тяжёлым выбором между правдой и ложью. Чтобы воспроизвести образ Легасова, Мейзин работал с его записями, также изучал другие аспекты его работы и жизни. Мейзин заявил, что в «Чернобыле» нет идеальных персонажей, потому что никто не идеален — Легасов был частью советской политической системы и идеологии, но во время работы в Чернобыле он стал сомневаться и менять свои убеждения.
19 марта 2018 года Стеллан Скарсгард и Эмили Уотсон присоединились к основному актёрскому составу. Скарсгард сыграл Бориса Щербину, советского чиновника, который руководил ликвидацией последствий аварии в условиях жестокой политической системы. Для Уотсон была задача исполнить роль вымышленного персонажа Ульяны Хомюк — ядерного физика из СССР, который рискует своей свободой и жизнью, чтобы узнать причину аварии. Образ Хомюк представляет многих учёных, которые занимались расследованием чернобыльской катастрофы. В мае 2018 года Пол Риттер, Джесси Бакли, Эдриан Роулинс и Кон О’Нил стали актёрами «Чернобыля». Одна из главных линий мини-сериала — история любви Людмилы и Василия Игнатенко, который при тушении пожара на Чернобыльской АЭС получил большую дозу радиации. Людмилу сыграла Джесси Бакли, а Василия — Адам Нагайтис.
Мейзин решил отказаться от идеи использовать русский или украинский акценты в английской речи персонажей, хотя в англоязычном кинематографе принято изображать речь иностранцев с тем или иным акцентом, отражающим происхождение героя. По словам Мейзина, создатели сериала и не предполагали использовать сильный русский акцент наподобие речи Бориса и Наташи, карикатурных шпионов из «Шоу Рокки и Буллвинкля» — речь первоначально шла о легком «восточноевропейском» акценте; тем не менее, уже после одного или двух первых прослушиваний создатели сериала убедились, что даже такой наигранный акцент мешает актёрам выражать эмоции и раскрывать личности персонажей так, как нужно. По этой же причине в составе сериала нет американских актёров — присутствие персонажа с заметным американским акцентом в преимущественно британском окружении было бы слишком чужеродным; британских актёров с сильно выраженным выговором просили «убавить» особенности произношения.

### Съёмки

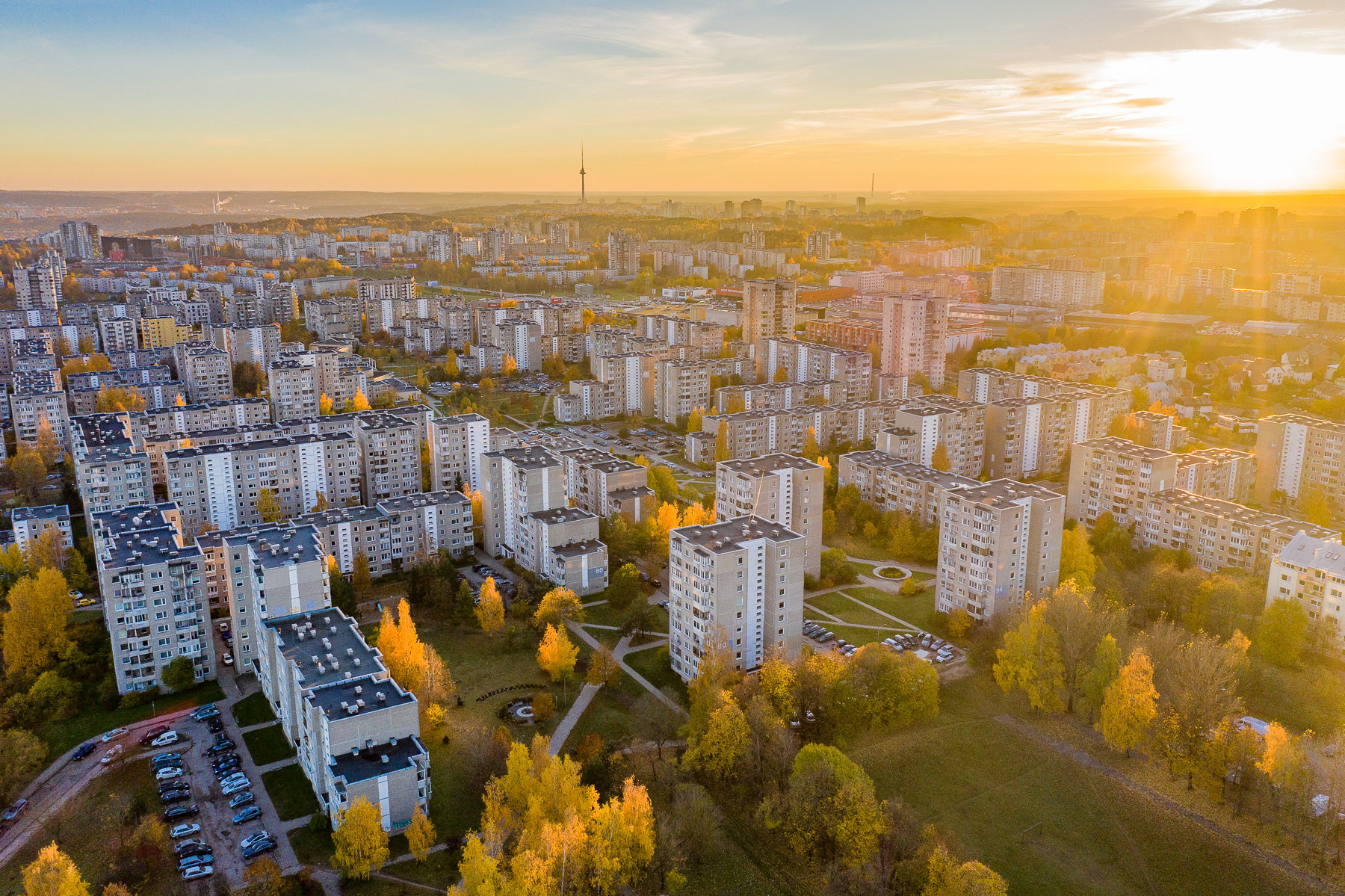
Фабийонишкес в Вильнюсе — место, изобразившее в сериале Припять

Съёмки «Чернобыля» изначально планировались на территории Украины, но продюсеры выбрали Литву из-за налоговых льгот, которые предоставляют съёмочным группам, и отсняли там основной материал. Также Крейг Мейзин заявил, что снял бы несколько сцен в Припяти, однако этот город настолько пострадал и зарос, что потерял антураж 1986 года.
Для съёмок Припяти в мини-сериале сперва рассматривался литовский город Висагинас, который находится возле Игналинской АЭС. Этот город расположен на берегу озера посреди леса и заставлен 5- и 9-этажными советскими квартирными домами — этими атрибутами Висагинас и заинтересовал создателей. Однако они решили, что Висагинас не подходит для съёмок, потому что этот город не мог полностью передать атмосферу Припяти.
Наиболее подходящей локацией стал спальный район Вильнюса Фабийонишкес — у этого района преимущественно 9-этажные квартирные дома и подлинная советская атмосфера, правда, Йохан Ренк раскритиковал наличие пластиковых окон со стеклопакетами. В апреле 2018 года начался съёмочный период, 13 мая 2018 года создатели приступили к съёмкам в Фабийонишкесе. Также они в благодарность местным жителям высадили розы на аллее, отмыли граффити и построили детскую площадку.
Помимо Вильнюса, мини-сериал также снимали в другом литовском городе — Каунасе. Продюсеры нашли в этом городе уникальные места для съемок главных сцен фильма: например, в Каунасе были сняты кадры Москвы в «Чернобыле». Кроме того, начало 1 эпизода, где Валерий Легасов надиктовывает на магнитофон запись в квартире, также снимали в Каунасе — в доме, выполненном в стиле ар-деко, на проспекте Витауто, 58. Создатели посетили и другие литовские локации: например, в Кедайняе, на улице Хемику, была снята сцена 4 эпизода, в которой пожарные обрабатывают дом химическими веществами.

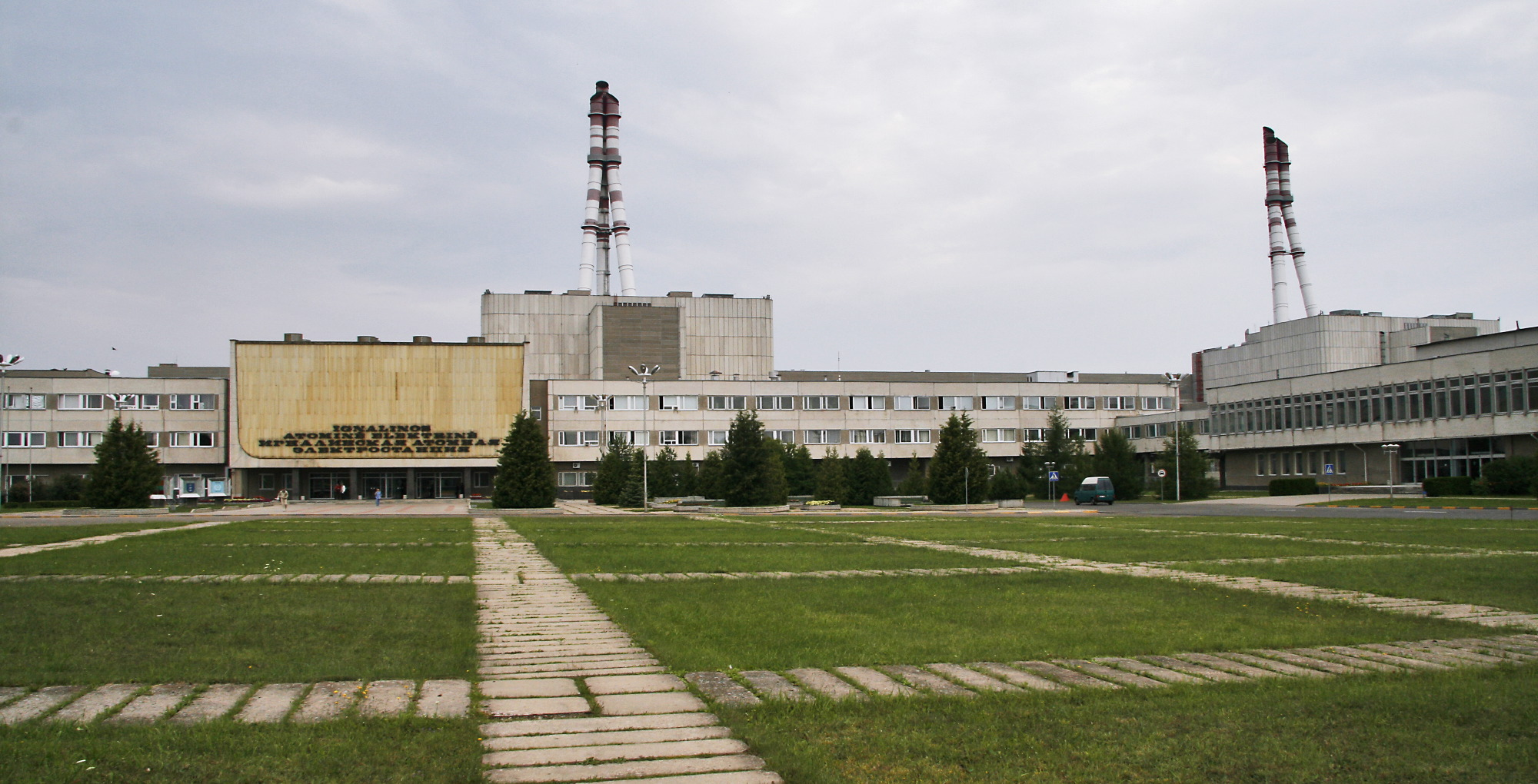
Игналинская АЭС использовалась для съёмки как Чернобыльская

Чтобы показать Чернобыльскую АЭС, создатели использовали Игналинскую в «Чернобыле» как место для съёмок. Игналинская АЭС внешне похожа на Чернобыльскую и имеет похожие ядерные реакторы типа РБМК-1500, поэтому её иногда называют «сестрой Чернобыля». Проводить съёмки на станции было трудно, поскольку во время съёмок как раз шли работы по выведению Игналинской АЭС из эксплуатации, которые планируется закончить до 2038 года. По словам Мейзина, когда съёмочная группа приходила на станцию, то ей постоянно приходилось показывать свои документы.
Внешний вид Игналинской АЭС и территория вокруг неё снимались с использованием компьютерной графики, которой занималась киевская студия Postmodern digital. Студия сделала компьютерную модель в 2013 году для другого мини-сериала «Мотыльки», тоже посвящённому чернобыльской катастрофе — HBO использовала эту модель и доработала её. По словам Егора Борщевского, руководителя Postmodern digital, чтобы воспроизвести модель станции по-настоящему, нужно было изучать архивные фотографии, вычислять масштабы станции и разбираться в работе реактора. Также в 2014 году «Мотыльки» за спецэффекты номинировали на премию VES Awards.
Люк Халл заявил, что интерьеры на Игналинской АЭС были аналогичны Чернобыльской, однако многие другие локации для съёмки станции строили: например, центр управления, который сделан в студии, в мини-сериале выглядит точно так же. Показанные в «Чернобыле» графитовые блоки настоящие — они были взяты с Игналинской АЭС, хотя и не были в эксплуатации и не радиоактивны. Также создатели старались избежать сходства с другими фильмами о 1980-х, чтобы не было искрящихся проводов и пожаров. Когда Ренк приступил к съёмкам в Литве, он заявил, что считал ядерную энергетику относительно чистым источником энергии, но потом изменил своё мнение.

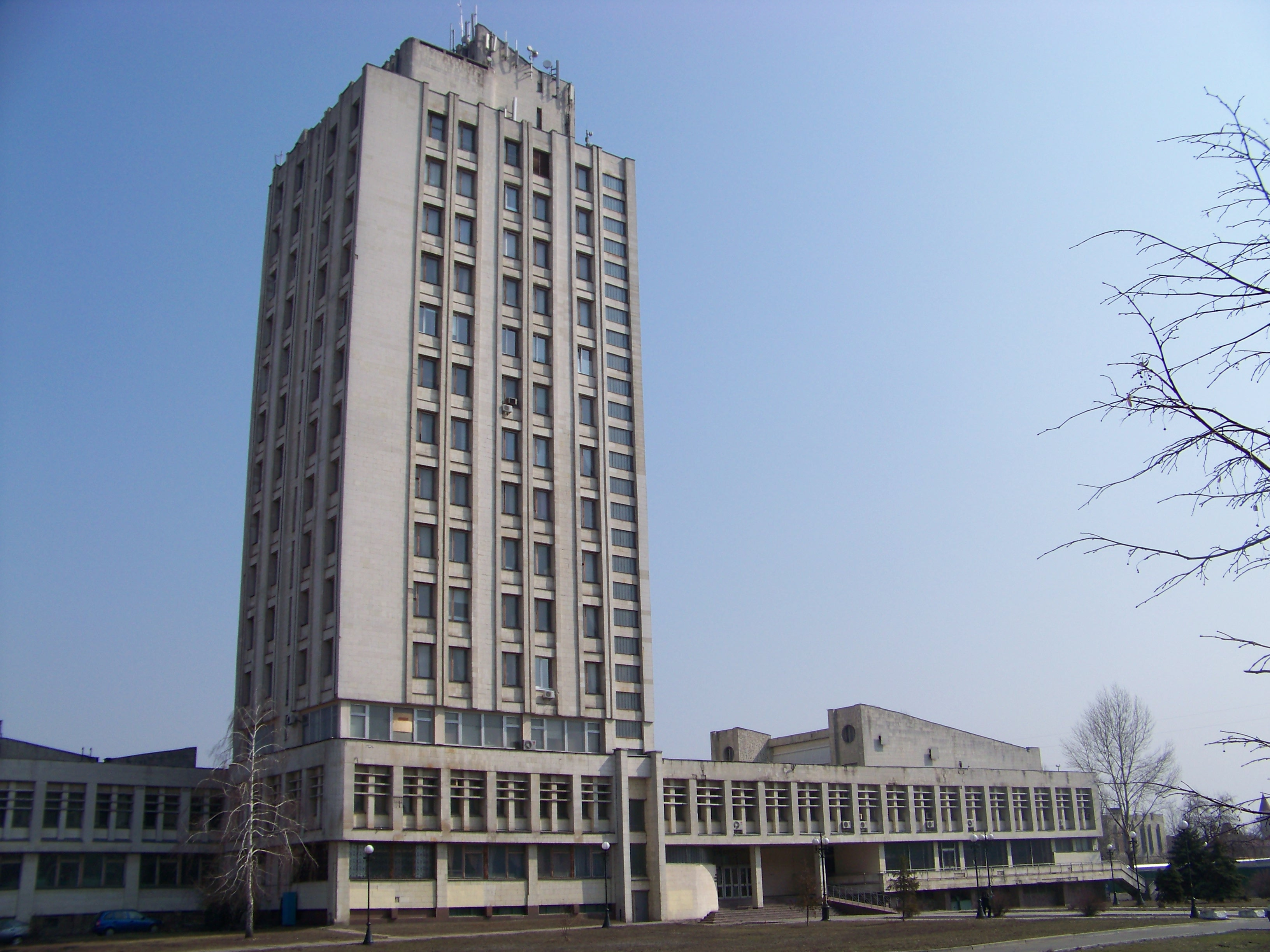
Припятскую больницу МСЧ № 126 снимали в институте гидробиологии НАН Украины

Когда съёмки «Чернобыля» согласовали, на Украине не планировалось проводить съёмки. Radioaktive Film, киевская продакшн-компания, написала письмо HBO на стадии пре-продакшна, чтобы убедить её отснять часть материала на Украине — по мнению Radioaktive Film, украинские локации улучшат в мини-сериале аутентичность. HBO согласилась: в июне на Украине начали снимать «Чернобыль», в частности, в Киеве. Примерно 30 % съёмок мини-сериала проводились на Украине, которые заняли около 20 дней. Во время съёмок меняли названия учреждений и магазинов: например, информационное агентство «Укринформ» стало «Музыкальной школой № 132», а лайтбоксы на улицах заменили на агитационные плакаты советского времени и стенды с газетой «Правда».
Многие строения на Украине похожи на припятские, поэтому создатели использовали их для съёмок некоторых эпизодов: например, институт гидробиологии НАН Украины был снят в качестве больницы МСЧ № 126. Чтобы воссоздать Киев 1980-х годов, продюсеры использовали одежду, автомобили и фасоны тех времён. Например, когда проводили часть съёмок на улицах Крещатик, Терещенковской и Богдана Хмельницкого, то создатели специально перекрывали движение автомобилей и другого транспорта, и пропускали только тот, который был в 1980-х. Эвакуацию жителей Припяти снимали на Подоле недалеко от кинотеатра «Октябрь», в массовке приняли участие киевляне и жители пригородов. Также эпизодическую роль русского офицера сыграл украинский актёр Владимир Пантелюк — по словам Пантелюка, эпизод, который в «Чернобыле» длился 5—7 секунд, снимали по 7 часов, и массовка не знала, что съёмки ведут HBO.

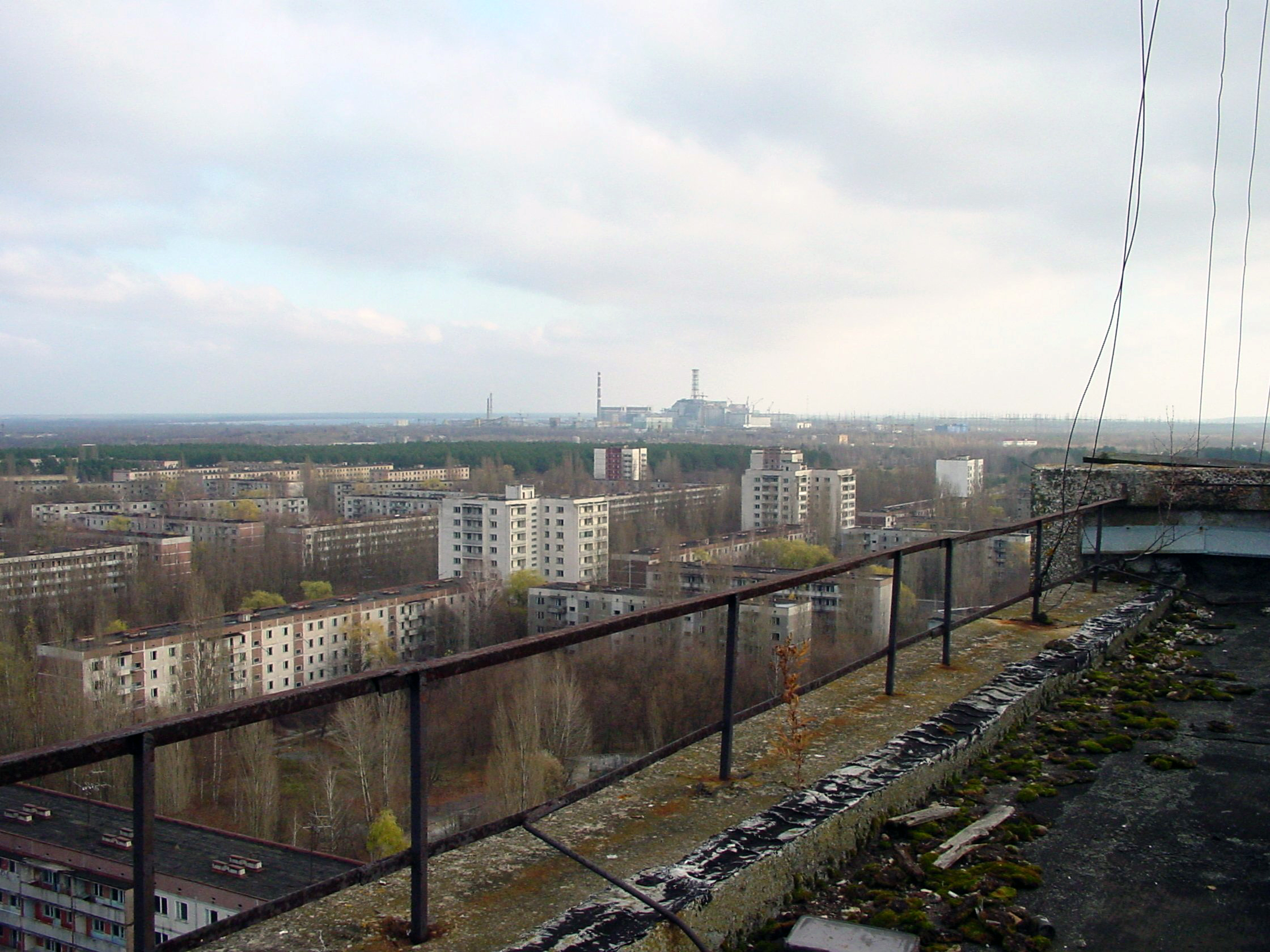
Создатели отсняли несколько сцен в Припяти

Однако создатели не обошли стороной Зону отчуждения Чернобыльской АЭС, чтобы отснять материал, большая часть из которого вошла в заключительную часть 5 эпизода, и взять интервью у местных жителей. По словам Ренка, в конце 5 эпизода они хотели показать зрителю нынешнюю ЧЗО. Чтобы снять сцены с вертолетами, создатели отправились в Борисполь на базу бригады транспортной авиации ВСУ. Создатели старались сделать сцены аутентичными, поэтому они консультировались с украинскими военными лётчиками, в том числе с заместителем командира авиабригады Олегом Михайленко. «Чернобыль» здесь снимали в течение недели, с утра до вечера, а некоторые сцены — ночью.
Создатели использовали авиатехнику, схожую с используемой в советское время. Чтобы достичь подлинности, художники не только изменили окраску вертолёта, но и добивались эффекта «старины». По словам Михайленко, за штурвалом вертолёта был командир эскадрильи воинской части. У создателей были определённые требования к качеству этих сцен, часто их приходилось переснимать, поэтому вертолёт каждый раз взлетал, летел по кругу и садился. На съёмку каждой сцены потребовалось 10—30 дублей. Также Михайленко заявил, что сцены, где учёные находятся на борту вертолёта, снимали в вертолёте, который посадили на специальные вибрирующие подушки, чтобы имитировать полёт. На Украине съёмки проводили 2 команды Radioaktive Film. Первая работала в Киеве, вторая — занималась сложными техническими задачами. Помимо этого, вторая команда снимала мини-сериал за пределами Киева, в том числе в ЧЗО в течение 2 дней. Всего у первой команды ушло 8 дней, у второй — 9. Весь съёмочный период «Чернобыля» занял 16 недель.

## Премьера
| Рейтинги | Рейтинги |
| Издание  | Оценка   |
| -------- | -------- |
| IMDb     | 9,4 / 10 |

11 марта 2019 года стало известно о том, что премьера мини-сериала состоится 6 мая 2019 года. 4 июня 2019 года создатель и сценарист сериала Крейг Мейзин выложил в Интернете оригинальные сценарии всех эпизодов, доступные для скачивания в формате PDF (см. ссылки).
Одновременно с показом по телевидению новых эпизодов «Чернобыля» на YouTube выходили выпуски подкаста The Chernobyl Podcast. В них Крейг Мейзин и ведущий радиостанции NPR Питер Сэгал во всех подробностях обсуждали детали чернобыльской катастрофы, а также рассказывали о реальных людях, которых затронула авария, и о том, как они были изображены в сериале. Некоторые персонажи представляли собой собирательный образ или являлись художественным вымыслом. Помимо прочего Мейзин делился интересными подробностями производства шоу и рассказывал, как именно создателям удалось настолько достоверно перенести на экран исторические события.
| № | Название                             | Дата показа | Рейтинг (18—49) | Зрителей (миллионов) | DVR (18—49) | Зрителей DVR (миллионов) | Всего (18—49) | Всего зрителей (миллионов) |
| - | ------------------------------------ | ----------- | --------------- | -------------------- | ----------- | ------------------------ | ------------- | -------------------------- |
| 1 | «1:23:45»                            | 6 мая 2019  | 0,2             | 0,756                | TBD         | TBD                      | TBD           | TBD                        |
| 2 | «Пожалуйста, сохраняйте спокойствие» | 13 мая 2019 | 0,3             | 1,004                | 0,2         | 0,716                    | 0,5           | 1,721                      |
| 3 | «Откройся широко, о Земля!»          | 20 мая 2019 | 0,3             | 1,063                | 0,2         | 0,727                    | 0,5           | 1,791                      |
| 4 | «Счастье всего человечества»         | 27 мая 2019 | 0,3             | 1,193                | 0,3         | 0,809                    | 0,6           | 2,003                      |
| 5 | «Вечная память»                      | 3 июня 2019 | 0,3             | 1,089                | 0,3         | 0,974                    | 0,6           | 2,064                      |

## Саундтрек
31 мая 2019 года HBO опубликовала музыкальный альбом в Apple Music из 13 треков, которые в основном написала исландская виолончелистка Хильдур Гуднадоуттир и спродюсировал Крис Уотсон. Перед тем, как создать саундтрек, они заранее вместе приехали на съёмочную площадку на Игналинской АЭС в защитных костюмах и послушали звуки станции. При этом не использовались какие-либо музыкальные инструменты — Гвюднадоуттир и Уотсон только зафиксировали то, что услышали в помещениях, и из этих деталей сделали жуткий и зловещий саундтрек.
По словам Гвюднадоуттир, они старались передать звуки катастрофы, как она ощущается и каково было в той ситуации, когда произошёл взрыв. Также Гвюднадоуттир заявила, что в саундтреке есть не только треск дозиметра — она часами слушала звуки двери в насосную станцию и складывала из этих звуков мелодию. Однако не только Гвюднадоуттир и Уотсон сделали треки в этом альбоме.
Песню «Vichnaya Pamyat» (укр. Вічна пам'ять, то есть «Вечная память») исполнил львовский муниципальный хор «Гомин» — к нему обратился Андрей Яськов, художественный руководитель ансамбля Львовской филармонии, с которым связались создатели, когда мини-сериал находился на стадии производства. По словам Руслана Ляшенко, художественного руководителя хора, у них был всего час, чтобы исполнить песню в церкви святого Лазаря.
| №   | Название                    | Длительность |
| --- | --------------------------- | ------------ |
| 1.  | «The Door»                  | 2:43         |
| 2.  | «Bridge Of Death»           | 4:44         |
| 3.  | «Turbine Hall»              | 2:36         |
| 4.  | «Vichnaya Pamyat»           | 4:07         |
| 5.  | «Living Mice»               | 2:57         |
| 6.  | «Pump Room»                 | 3:43         |
| 7.  | «Dealing With Destruction»  | 1:54         |
| 8.  | «Waiting For The Engineer»  | 1:31         |
| 9.  | «Gallery»                   | 2:23         |
| 10. | «12 Hours Before»           | 2:31         |
| 11. | «Corridors»                 | 3:13         |
| 12. | «Líður (Chernobyl Version)» | 2:48         |
| 13. | «Evacuation»                | 4:43         |

## Историческая достоверность
Крейг Мейзин подчёркивал, что для него важно воспроизвести исторические события как можно более точно — это особенно уместно в сериале, где одной из центральных тем является важность истины; Мейзин считал себя обязанным «перед теми, кого уже нет, и теми, кто всё ещё с нами, сделать всё настолько правильно, насколько это возможно».
Тем не менее, сериал содержит упрощения и отступления от исторической действительности, зачастую сделанные в художественных целях. Так, Ульяна Хомюк, одно из главных действующих лиц в сериале, является вымышленным персонажем — это собирательный образ десятков советских учёных, работавших в Чернобыле после аварии и предупреждавших об опасности со стороны подобных реакторов. Эпилог сериала, сопровождаемый кадрами документальной хроники, подчёркивает, что «персонаж Ульяны Хомюк был создан, чтобы воплотить их всех и почтить их самоотверженность и службу правде и человечеству».
Таким же образом Борис Щербина показан единственным и бессменным руководителем правительственной комиссии, хотя состав комиссии периодически менялся, и руководство переходило от одного члена правительства к другому — на смену комиссии Щербины приходили комиссии Ивана Силаева, Льва Воронина и других заместителей председателя Совета министров.
Ни Валерий Легасов, ни Борис Щербина в действительности не присутствовали на суде, показанном в заключительной серии; Мейзин в посвящённом сериалу подкасте объяснял, что пошёл на художественную вольность — если бы на суде выступали незнакомые аудитории персонажи, зритель не стал бы за них переживать; к тому же реальный суд шёл несколько недель и был, по словам Мейзина, довольно скучным.
В сериале Валерий Легасов живёт в типовой советской квартире со скромной обстановкой. На самом деле он жил в роскошном по тем временам коттедже в посёлке Курчатовского института на территории Москвы, что соответствовало его статусу академика и замдиректора ведущего ядерного института страны. Легасов не прятал аудиозаписи в подворотне своего дома. Кассеты, которые Легасов якобы выносил в мусорном ведре, стремясь уберечь их от КГБ, на самом деле находились в квартире и были адресованы другу учёного, писателю Владимиру Губареву, в 1986 году работавшему в Чернобыле корреспондентом от газеты «Правда» (на кассетах была надпись: «Володе Губареву»). Фрагменты расшифровки записей Легасова опубликовали в «Правде» через два дня после его самоубийства.
Сцена с «мостом смерти», когда жители Припяти массово выходят на железнодорожный мост посмотреть на зарево над реактором, относится скорее к области мифов — катастрофа произошла глубокой ночью, когда город спал. Большинство жителей узнали о пожаре уже утром, либо в течение дня, и многие не придали этому значения. Старший инженер управления на четвёртом энергоблоке Алексей Бреус утверждал, что лежал в больнице с двумя горожанами, которые действительно получили дозы радиации после выхода на мост, но в ночь 26 апреля большого скопления людей на мосту не было. Показанное в сериале крушение над реактором вертолёта, зацепившегося лопастью за трос подъёмного крана, действительно произошло, но не в апреле, а в октябре 1986 года.
Министр угольной промышленности Михаил Щадов показан в сериале молодым, неуверенным, но вычурно одетым чиновником, которого охраняют солдаты с автоматами Калашникова. В действительности министру Щадову в момент аварии было 58 лет, и он с 15 лет работал на шахтах. Шахтёры, которые рыли шурф, были добровольцами, причём задачу и место проведения работ не скрывали, в то время как в фильме шахтёрам министр угольной промышленности приказал ехать в Припять под прицелом автоматов охранников. Высокопоставленные лица даже не имели охраны. Кроме того, шахтёры работали не круглые сутки, как сказано в сериале, а посменно по 3 часа в сутки. Также шахтёры не работали нагишом, как это продемонстрировано в одной из сцен. По словам участника событий, тульского шахтёра Владимира Наумова, они носили белую одежду, как у работников станции, но респираторы не надевали, потому что в них было невозможно работать.
Один из эпизодов сериала — история трёх инженеров-«водолазов» Ананенко, Баранова и Беспалова, спустившихся в затопленные подвалы, чтобы спасти станцию от теплового взрыва — сильно драматизирован: в действительности инженеры были не добровольцами, а выполняли свою работу по приказу комиссии — просто приказ пришёл именно в их смену. Миф о подвиге добровольцев создала публикация советской газеты «Труд» в 1986 году. Снаряжение «водолазов» также выглядит в сериале более громоздким, чем оно было в действительности — они носили не водолазные маски, а респираторные маски «Лепесток», и могли переговариваться друг с другом. Миссия «водолазов» показана в сериале как практически самоубийственная — учёные просят у Горбачёва разрешения «убить трёх человек» и говорят, что они не проживут после этого и недели — однако «водолазы» выжили: на 2019 год Ананенко и Беспалов были всё ещё живы, а Баранов проработал ещё 19 лет на станции и умер в 2005 году.
Генерал-полковник Владимир Пикалов, командующий Химическими войсками СССР, не проводил 26 апреля измерение уровня радиации в одиночку. В момент катастрофы он находился на военных сборах в Прикарпатском военном округе. После звонка маршала Ахромеева Пикалов немедленно прибыл на место катастрофы, но разведку проводил целый расчёт бронированных химических разведывательных машин 122-го мобильного отряда ликвидации последствий аварий, при этом Пикалов действительно лично изучал и оценивал сложившуюся радиационную обстановку.

## Критика

### За рубежом
| Сайты-агрегаторы                | Сайты-агрегаторы        |
| Издание                         | Оценка                  |
| ------------------------------- | ----------------------- |
| Metacritic                      | 83 / 100 (26 рецензий)  |
| Rotten Tomatoes (Tomatometer)   | 96% (80 рецензий)       |
| Rotten Tomatoes (Average Score) | 8,85 / 10 (80 рецензий) |

| Рецензии               | Рецензии |
| Издание                | Оценка |
| ---------------------- | --- |
| Slant Magazine         | 8,8 из 10 звёзд · 8,8 из 10 звёзд · 8,8 из 10 звёзд · 8,8 из 10 звёзд · 8,8 из 10 звёзд · 8,8 из 10 звёзд · 8,8 из 10 звёзд · 8,8 из 10 звёзд · 8,8 из 10 звёзд · 8,8 из 10 звёзд |
| IndieWire              | 9,1 из 10 звёзд · 9,1 из 10 звёзд · 9,1 из 10 звёзд · 9,1 из 10 звёзд · 9,1 из 10 звёзд · 9,1 из 10 звёзд · 9,1 из 10 звёзд · 9,1 из 10 звёзд · 9,1 из 10 звёзд · 9,1 из 10 звёзд |
| Los Angeles Times      | 10 из 10 звёзд · 10 из 10 звёзд · 10 из 10 звёзд · 10 из 10 звёзд · 10 из 10 звёзд · 10 из 10 звёзд · 10 из 10 звёзд · 10 из 10 звёзд · 10 из 10 звёзд · 10 из 10 звёзд           |
| Variety                | 8 из 10 звёзд · 8 из 10 звёзд · 8 из 10 звёзд · 8 из 10 звёзд · 8 из 10 звёзд · 8 из 10 звёзд · 8 из 10 звёзд · 8 из 10 звёзд · 8 из 10 звёзд · 8 из 10 звёзд                     |
| The New York Times     | 4 из 10 звёзд · 4 из 10 звёзд · 4 из 10 звёзд · 4 из 10 звёзд · 4 из 10 звёзд · 4 из 10 звёзд · 4 из 10 звёзд · 4 из 10 звёзд · 4 из 10 звёзд · 4 из 10 звёзд                     |
| The Hollywood Reporter | 6 из 10 звёзд · 6 из 10 звёзд · 6 из 10 звёзд · 6 из 10 звёзд · 6 из 10 звёзд · 6 из 10 звёзд · 6 из 10 звёзд · 6 из 10 звёзд · 6 из 10 звёзд · 6 из 10 звёзд                     |
| Time                   | 7 из 10 звёзд · 7 из 10 звёзд · 7 из 10 звёзд · 7 из 10 звёзд · 7 из 10 звёзд · 7 из 10 звёзд · 7 из 10 звёзд · 7 из 10 звёзд · 7 из 10 звёзд · 7 из 10 звёзд                     |
| The Washington Post    | 8 из 10 звёзд · 8 из 10 звёзд · 8 из 10 звёзд · 8 из 10 звёзд · 8 из 10 звёзд · 8 из 10 звёзд · 8 из 10 звёзд · 8 из 10 звёзд · 8 из 10 звёзд · 8 из 10 звёзд                     |
| Boston Globe           | 8 из 10 звёзд · 8 из 10 звёзд · 8 из 10 звёзд · 8 из 10 звёзд · 8 из 10 звёзд · 8 из 10 звёзд · 8 из 10 звёзд · 8 из 10 звёзд · 8 из 10 звёзд · 8 из 10 звёзд                     |
| Rolling Stone          | 7 из 10 звёзд · 7 из 10 звёзд · 7 из 10 звёзд · 7 из 10 звёзд · 7 из 10 звёзд · 7 из 10 звёзд · 7 из 10 звёзд · 7 из 10 звёзд · 7 из 10 звёзд · 7 из 10 звёзд                     |
| Entertainment Weekly   | 9,1 из 10 звёзд · 9,1 из 10 звёзд · 9,1 из 10 звёзд · 9,1 из 10 звёзд · 9,1 из 10 звёзд · 9,1 из 10 звёзд · 9,1 из 10 звёзд · 9,1 из 10 звёзд · 9,1 из 10 звёзд · 9,1 из 10 звёзд |

«Чернобыль» получил всеобщее признание среди иностранных критиков. Стивен Скэйф из Slant Magazine похвалил мини-сериал и назвал его «яркой исторической драмой». По словам Скэйфа, «Чернобылю» удаётся вызвать сочувствие у зрителя к пострадавшим персонажам и ненависть к тем, кто причастен к аварии. Также Скэйф заявил, что зритель увидит шокирующие кадры, учитывая поднятую тему в мини-сериале, будь это облучённые пожарные или роковой взрыв.
Бэн Трэверс, рецензент из IndieWire, одобрил «Чернобыль» и написал, что мрачный мини-сериал не для всех. По словам Трэверса, Крейг Мейзин и Йохан Ренк сделали «Чернобыль», который впечатляет зрителя и вовлекает его в историю, пронизанную ужасом.
Рецензент Лоррейн Али из Los Angeles Times также похвалил мини-сериал и написал, что на основе худшей ядерной катастрофы в истории сняли мощную и пугающую драму. Али заявил, что «Чернобыль» — не шоу ужасов, а тревожная, трагическая и выдающаяся драма о коррупции среди некомпетентных чиновников и стойком желании людей спасти свою страну, как это было раньше во время переворотов, войн, падений режимов, вторжений, голода и так далее.
Рецензентка Каролина Фрамке из Variety одобрила «Чернобыль» и написала, что Мейзин решился на необычный шаг, разделив историю об аварии на несколько частей. По словам Фрамке, все эпизоды не только построены вокруг основных персонажей, но и служат разным целям: 1 и 2 эпизоды посвящены взорвавшемуся реактору, в 3 и 4 рассказывается о ликвидации последствий катастрофы, а 5 — финал, в котором ключевые персонажи дают показания в суде.
Майк Хейл из The New York Times раскритиковал «Чернобыль» и написал, что при создании мини-сериала использовался голливудский подход. Например, по его словам, Валерий Легасов произносит речь в духе «Убить пересмешника», добровольцы-водолазы говорят с пафосом спартанцев, а Борис Щербина не знает, как работает ядерный реактор.
Тим Гудман, рецензент из The Hollywood Reporter, также раскритиковал «Чернобыль» и посчитал, что мини-сериал основан на известной драматической истории, поэтому зритель заранее будет знать, как развиваются события. Тем не менее, Гудман отметил, что интерес к «Чернобылю» вызывают визуальные эффекты и посыл, заключающийся не в том, чтобы люди избежали другого такого инцидента, а в том, что они должны опасаться страны-изгоя, которая может повторить эти страшные события, но в большем масштабе.
Рецензентка Джуди Берман из Time похвалила мини-сериал и написала, что в «Чернобыле» показана борьба учёных не на жизнь, а на смерть с чиновниками, для которых предупреждение — неудобная правда. По словам Берман, мини-сериал показывает, что бывает, когда общество перестаёт слушать науку, а в условиях нынешнего экологического кризиса, который продолжает усугубляться, это важнейший посыл.
Хэнк Стьювер из The Washington Post высоко оценил игру актёров. По его словам, невзирая на английскую речь, в мини-сериале всё равно чувствуется советское отчаяние. Также Стьювер заявил, что в «Чернобыле» кое-что вымышлено и упрощено, однако мини-сериал прекрасно показывает, как легко можно использовать ложь на законном уровне в стране, где СМИ и научная общественность жёстко ограничиваются.

### В России
Алихан Исрапилов из Film.ru похвалил мини-сериал и высоко оценил режиссуру, благодаря которой все сцены смотрятся напряжённо и захватывающе. По его словам, главный успех «Чернобыля» в том, что он уделяет время всем участникам событий — от шахтёров до Горбачёва. Исрапилов заявил, что в нём воссоздана атмосфера тех времён до мельчайших деталей и отлично передана халатность советской власти. Тем не менее, по его словам, портят впечатление английская речь, акцент и Хомюк. Исрапилов заявил, что пусть Уотсон отлично сыграла свою роль, однако этот персонаж портит аутентичность мини-сериала. По его словам, Хомюк есть везде — типичная спасительница, которая появилась из ниоткуда, указывает на ошибки Валерия Легасова и расследует причины катастрофы.
Александр Токарев, рецензент газеты «Завтра», одобрил «Чернобыль» и написал, что создатели сделали мини-сериал зрелищным, напряжённым и глубоко трагичным, невзирая на обилие ляпов, штампов и стереотипов. По его словам, атмосфера «Чернобыля» так ужасает зрителя, как будто он получает дозу радиации и ждёт следующей аварии. Также Токарев заявил, что в мини-сериале есть сцены, из-за которых он рискует превратиться в «клюкву» — например, сцена, где Щербина говорит Легасову, что выбросит его из вертолёта, если он не объяснит работу атомного реактора, или сцена с шахтёрами, которые представлены как банда анархистов.
Рецензент Евгения Сафонова из «Игромании» тоже раскритиковала «Чернобыль» за стереотипы, но похвалила его за подлинную советскую атмосферу и декорации. По её словам, художественная и техническая части в мини-сериале безупречны. Также Сафонова высоко оценила игру актёров и саундтрек.
Никита Лаврецкий из The Village написал, что нельзя совместить жанровое кино и максимальную аутентичность, поэтому в «Чернобыле» есть драматические допущения: например, вымышленная Хомюк, подшучивающие над министром угольной промышленности тульские шахтёры и репродукция картины Ильи Репина в Кремле. Тем не менее, по словам Лаврецкого, это не делает мини-сериал хуже — в нём подлинная и хорошая драматургия. Как заявил Лаврецкий, многие зрители спорят о наличии «клюквы» в «Чернобыле», что не самое главное в мини-сериале. Он назвал это бедствием информационной эры — сейчас каждый имеет доступ к открытым данным, чтобы самому определить аутентичность кино, и некоторые даже не стесняются применить такой анализ к художественным и мифологическим произведениям.
Станислав Зельвенский, рецензент «Афиши», похвалил «Чернобыль» и высказал сожаление о том, что такой отличный мини-сериал сняли не в России. Увиденное в «Чернобыле», по его словам, не только хроника тех событий, но и политическое высказывание на актуальные темы. Мини-сериал, как заявил Зельвенский, — пример того, как привычка манипулировать информацией и пользоваться властью приводит к ужасным последствиям. Также он высоко оценил воссозданный советский период и игру актёров, которые своей внешностью и манерой поведения придают подлинность «Чернобылю».
Рецензент Егор Москвитин из латвийского русскоязычного интернет-ресурса «Meduza» написал, что в мини-сериале точно передана советская жизнь, но она не полностью достоверна. По его словам, многие допущения были сделаны создателями в угоду драматургии, а не из-за халатности: например, над станцией такого чёрного дыма не было, а люди от радиации в первый день не умирали. Москвитин написал, что «Чернобыль» старается быть фильмом-катастрофой — и у него это получается.
Участник ликвидации последствий аварии, научный руководитель проекта объекта «Укрытие», один из авторов доклада в МАГАТЭ Владимир Асмолов в статье в журнале Forbes, в программе радио Эхо Москвы «Живой гвоздь» и в передаче «Разведопрос» на YouTube-канале Дмитрия Пучкова поэтапно рассказал, что именно произошло на ЧАЭС и причины аварии в ночь на 26 апреля 1986 года. Асмолов обвинил сериал и его создателей во лжи и подтасовке исторических фактов в угоду своим целям — «максимально опорочить СССР как государство, опорочить программу атомной энергетики СССР и её наследницу „Росатом“».

## Реакция
Реакция западных СМИ была в основном положительной. При этом они проводили параллели с современной экологической и политической ситуацией в мире, видя в сериале «Чернобыль» скрытый манифест сценариста, что человечество в условиях изменения неизбежно столкнётся с катастрофическими последствиями и неспособностью нынешних мировых держав справиться с проблемой. Помимо этого, западные критики усмотрели параллели между советской властью и американским руководством времён президентства Дональда Трампа, что касается «затушевывание правды» и контролирования научного руководства.
При этом сериал и реакция СМИ на него вызвали протесты у определённых идеологических групп как и среди левых, так и консерваторов. Первые настаивали на том, что сериал дискредитирует саму идею социализма, в котором современная Америка нуждается, как никогда раньше, консерваторы же были недовольны сравнением либеральной общественностью советского руководства с Дональдом Трампом, настаивая на том, что советская власть — это демонстрация краха социализма и поэтому неуместно сравнивать с ним Трампа, представляющего наоборот крыло консервативных капиталистов.

### Российские СМИ
Российские СМИ по-разному отреагировали на сериал «Чернобыль».
Николай Долгополов, журналист «Российской газеты», отметил, что в сериале народ, в основном, показан спившимся стадом, что можно расценивать как русофобскую пропаганду, но одобрил достоверную обстановку и игру актёров.
Александр Коц из «Комсомольской правды» посчитал, что в мини-сериале выведен на первый план не героизм ликвидаторов, а наплевательское отношение советских чиновников, которые спасают себя ценой жизней граждан. Дмитрий Стешин, специальный корреспондент отдела политики из той же газеты, заявил, что сериал был снят как пропаганда против «Росатома», поскольку виновниками экологической катастрофы в Европе считаются «плохие русские», а целевую аудиторию сериала составляют противники атомной энергетики. При этом глава «Росатома» Алексей Лихачёв заявил, что никакого негативного влияния на «Росатом» в сериале нет.
В вечернем выпуске программы «Вести» на телеканале «Россия-24» ведущий Станислав Натанзон и участник ликвидации последствий аварии, научный руководитель проекта «Укрытие», один из авторов доклада в МАГАТЭ Владимир Асмолов обвинили «Чернобыль» в намеренном искажении фактов. Так, статья Асмолова «Мой долг рассказать об этом…» должна была быть опубликована в 1987 году, её в газету «Правда» якобы отправил хорошо знакомый с Легасовым журналист Владимир Губарев, однако её опубликовали только 22 мая 1988 года, уже после самоубийства Легасова, с подзаголовком «Из записок академика В. Легасова». Позже Натанзон признал ошибку и заявил, что не проверил информацию и будет потом учитывать эту ошибку при обсуждении темы Чернобыля.
До эфира «Вестей» Асмолов написал статью в «Форбсе» об ошибках в «Чернобыле». Работу создателей над воссозданием советской эпохи он признал заслуживающей комплиментов, к тому же они принадлежат к другим поколению и культуре. При этом Асмолов назвал несправедливым факт, что зрители узнают о катастрофе только по мини-сериалу, в котором многое нуждается в поправках и оговорках.
На книжном фестивале «Красная площадь» министр культуры Владимир Мединский, выступая с лекцией «Мифы и реальность исторического кино», похвалил «Чернобыль», который, с его слов, был сделан ярко, интересно, с любовью и симпатией к зрителю. Мединский заявил, что в мини-сериале есть фактические ошибки, как и в любом кино.
Телеканал «НТВ» сообщил, что в «Чернобыле» есть не только художественные, но и идеологические вымыслы: от лечения пожарных в бетонном бункере до принуждения сотрудников к работе в заражённой зоне под оружейными дулами. Однако отметил, что в мини-сериале точно переданы советский быт, детали и атмосфера.
После этого анонсировали одноимённый 12-серийный фильм «Чернобыль» Алексея Мурадова, который тот планировал снять 5 лет назад: Мурадов, посмотревший одну серию, похвалил авторов за аудиовизуальную работу, но отметил наличие клише, которые использовали во время холодной войны по отношению к СССР. Аналогичные заявления о готовности снять фильм об аварии сделал Данила Козловский, который похвалил авторов мини-сериала за большую работу и заявил, что не боится сравнений своего фильма с «Чернобылем».
Нурия Зиганшина из RT написала, что мини-сериал заслуживает одобрения, невзирая на «клюкву». Бывший президент СССР Михаил Горбачёв в интервью журналистам сообщил, что ещё не смотрел сериал, но заявил, что эпизод с отказом присвоить Легасову звание за то, что его версия аварии противоречила официальной, является ложью.
Блогер Дмитрий Пучков также раскритиковал фильм за «неприкрытую пропаганду».
Своё возмущение выразила партия «Коммунисты России» в лице исполнительного секретаря ЦК партии Сергея Малинковича, которая обвинила авторов в демонизации советского периода истории и, несмотря на правдоподобность показанных событий, искажении поступков героев и всего общества. Малинкович потребовал ограничить доступ к сериалу в стране, а также принять административные меры против авторов сериала. В ответ на это Роскомнадзор сообщил, что «принял для рассмотрения» заявление Малинковича.
С другой стороны, Михаил Швыдкой, специальный представитель Президента РФ по международному культурному сотрудничеству, заявил, что у создателей «Чернобыля» были благородные мотивации, и их мини-сериал был снят профессионально и трогательно, не имея никакого антисоветского подтекста.
Публицист и политолог Анатолий Вассерман на веб-сайте РЕН ТВ написал, что авторы сериала представляли СССР «отвратительным злом».
Владимир Познер заявил, что зрители из постсоветских стран близко принимают «Чернобыль» к сердцу, поскольку у них есть что сравнить с увиденным на экране.
Телеведущий и актёр Иван Ургант похвалил мини-сериал и заявил, что с уважением отнёсся к работе создателей, поскольку они впервые показали страну такой, какой он её знает, а также выразил сожаление, что сериал был снят не в России.
Владимир Толстой, советник Президента РФ по культуре, посмотрел 2 серии и сказал, что мини-сериал был снят уважительно по отношению к ликвидаторам. Историк и православный священник Георгий Ореханов назвал фильм интересным: «Я начал смотреть и не смог оторваться. Много клюквы, есть голливудские штампы, это да… Но мы-то ничего даже рядом не сделали! А американцы на самом деле косвенными путями показали подвиг советского народа».

### Свидетели катастрофы
Оценка сериала среди свидетелей аварии и ликвидаторов была самой разнообразной. Генерал-майор Николай Тараканов, руководивший операцией по удалению высокорадиоактивных элементов из особо опасных зон Чернобыльской АЭС, высоко оценил сериал, назвав его «блестящей работой»; Тараканов также высоко отозвался и об игре британского актёра Ральфа Айнесона, воплотившего на экране его собственный образ: «Я даже в него влюбился. Прямо один в один генерал, даже не к чему придраться».
Вячеслав Гришин, президент «Союза „Чернобыль“ России», в интервью «Комсомольской правде» высказывался о сериале в смешанных тонах. Он называл его «профессионально снятой драмой» и положительно отзывался об отражении в «Чернобыле» советского быта, хотя и считал некоторые интерьеры слишком бедными и скудными. Одновременно он отмечал в сериале некую идеологическую подоплеку: по его мнению, сериал показывает СССР тоталитарной страной, в которой людей не жалеют. Гришин также говорил, что ему не хватило в сериале «победы», сожалея, что для создателей сериала она была не главной.
Александр Филипенко, председатель этого же союза в Южном федеральном округе и также один из ликвидаторов, называл сериал «американской пропагандой», но одновременно отмечал, что в «Чернобыле» правильно показаны «житейские отношения» между людьми, и что сериал, рассказывающий о ликвидаторах как героях, спасших весь мир, заслуживает просмотра и «должен быть показан всему миру».
Лев Бочаров, главный инженер УС-605, руководивший строительством объекта «Укрытие» осенью 1986, в интервью радио Sputnik говорил о сериале «правды там мало», но одновременно считал хоррор-составляющую сериала оправданной и полезной: «то, что они хотели показать — тот страх, ужас — это действительно надо было сделать… фильм даст толчок, представление, что это была за авария».
Газета «Аргументы и факты» опубликовала интервью с ликвидаторами Валентином Даниловым и Геннадием Зацепиным — они называли крайне правдоподобными сцены, посвящённые работе ликвидаторов, а также посчитали, что в сериале точно передана политическая атмосфера скрытности и бездействия высших органов. Им польстило, что в сериале ликвидаторов называют героями, которые отдали свои жизни для спасения мира от ядерной угрозы. В то же время они указали на некоторые неправдоподобные, с их точки зрения, моменты и исторические неточности.
Елена Козлова, одна из ликвидаторов и автор книг о катастрофе в Чернобыле, особо подчеркнула, что несмотря на художественные допущения, никто не снимал кино о Чернобыле так, что оно сумело возродить массовый интерес к событиям катастрофы среди молодёжи.

## Культурное влияние
Сериал на волне большого успеха и признания критиков также стал объектом повышенного внимания со стороны зрителей и интернет-пользователей из постсоветского пространства и стран Запада. В частности в интернете стали появляться интернет-мемы, такие, как например шутки про предельную радиационную дозу в 3,6 рентгена. Белорусская писательница Светлана Алексиевич рассказала, что после сериала тема Чернобыля и техногенной катастрофы стала особенно популярна у молодёжи. После выпуска сериала, в Москве многие из числа молодёжи организовали сход к могиле академика Легасова, до сериала посещения могилы были единичными и состояли в основном из бывших знакомых и родственников учёного.
После сериала количество туристов, посещающих город-призрак Припять увеличилось в пять раз за счёт иностранных туристов из стран Запада, при этом рост турпотока жителей стран СНГ вырос незначительно. Если ранее туристы состояли в основном из фанатов сталкерных игр и тематики техногенной катастрофы, то «после сериала» это стали многочисленные иностранные блогеры. В июле 2019 года президент Украины Владимир Зеленский подписал указ о возвращении статуса «открытой зоны» территории вокруг чернобыльской АЭС, чтобы привлечь в неё учёных и историков, а также организации специального зелёного коридора для туристов.
Массовые споры в интернете вызвали публикации пикантных и эротических снимков полуобнажённых блогеров. Интернет-пользователи, в том числе и сам сценарист сериала Крейг Мейзин, восприняли это как неуважение к трагедии и попытку неудачной саморекламы. Некоторые бьютиблогеры даже стали жертвами массовой интернет-травли.
На волне обсуждений событий чернобыльской катастрофы, правительство Украины приняло решение рассекретить сборник архивных документов КГБ о ситуации в зоне отчуждения, состоянии ЧАЭС после аварии до 1991 года, предпринятых мерах безопасности и протоколы заседаний городских комитетов.
Отдельная история произошла с британской сценаристкой Карлой Мери (англ. Karla Marie), написавшей в Twitter возражение по поводу того, что в сериале нет темнокожих актёров. Твит сценаристки стал причиной интернет-скандала, на её сообщение бурно отреагировали российские СМИ и русскоязычные пользователи сети, принявшись осуждать женщину. В результате Карла Мери стала жертвой массовой интернет-травли и ограничила доступ к своей странице. Вскоре, однако, стало известно, что один из принимавших участие в ликвидации последствий аварии на Чернобыльской АЭС ликвидаторов действительно был темнокожим (рядовой Игорь Хиряк, служивший в подразделении инженерных войск, строившем понтонную переправу через р. Припять). Русская служба BBC вскоре лично решила взять интервью у Игоря Хиряка.